# Pinos Altos
Pinos Altos är en ort i Mexiko.   Den ligger i kommunen Guadalupe y Calvo och delstaten Chihuahua, i den nordvästra delen av landet, 1 100 km nordväst om huvudstaden Mexico City. Pinos Altos ligger 2 680 meter över havet och antalet invånare är 141.
Terrängen runt Pinos Altos är kuperad. Runt Pinos Altos är det mycket glesbefolkat, med 6 invånare per kvadratkilometer. Närmaste större samhälle är San Pedro de Chinatú, 14,9 km norr om Pinos Altos. I omgivningarna runt Pinos Altos växer huvudsakligen savannskog.